# Nicéforo II Orsini
Nicéforo II Orsini (en griego: Νικηφόρος Β΄ Δούκας, Nikēphoros II Doukas), fue el gobernante de Epiro desde 1335 hasta 1338 y desde 1356 hasta su muerte en 1359, además de gobernante de Tesalia en la segunda época de su reinado.

## Biografía
Nicéforo fue el hijo de Juan II Orsini de Epiro y Ana Paleóloga Angelina (perteneciente a la dinastía de los Paleólogos). Cuando su madre presuntamente envenenó a su padre en 1335, Nicéforo II lo sucedió como un niño de 7 años de edad. Su madre Ana asumió la regencia de su pequeño hijo, pero no calmó la enemistad del emperador bizantino Andrónico III Paleólogo, quien invadió y anexó la parte epirota de Tesalia en 1336 y avanzó hacia Ioánnina. Los albaneses tomaron ventaja de un conflicto en el sur para atacar las posesiones bizantinas en el norte, pero fueron derrotados por el emperador en 1337.
Andrónico convocó a Ana para negociar en 1338 pero se negó a aceptar a su hijo como vasallo bizantino e instaló sus gobernadores en Epiro. Manteniendo a Ana como rehén, Andrónico organizó el matrimonio entre Nicéforo y María Cantacucena, la hija de su mano derecha Juan Cantacuceno. Sin embargo, la facción anti-bizantina de la nobleza contrabandeo a Nicéforo fuera del país y lo envió a la corte de la emperatriz titular de Constantinopla Catalina II de Valois en Tarento, con la esperanza de efectuar su restauración con la ayuda angevina.
En 1338 Catalina paso por el Peloponeso para atender a sus intereses allí, llevando a Nicéforo con ella. Por instigación de Catalina los epirotas se rebelaron en Arta en nombre de Nicéforo en 1339, y fue enviado oportunamente a Epiro. Sin embargo, Andrónico III y Juan Cantacuceno sometieron rápidamente la rebelión y asediaron a Nicéforo en Thomokastron. Garantizando su seguridad personal, Juan Cantacuceno persuadió a la guarnición a rendirse. Nicéforo se casó con María Cantacucena y fue honrado con el título de panhypersebastos. Llevado a Constantinopla, Nicéforo se mantuvo unido a la familia de Cantacuceno durante la guerra civil bizantina de 1341-1347 . Cuando su suegro se autoproclamó a sí mismo emperador Juan VI en 1347, Nicéforo recibió el rango de déspota. Desde 1351 se le confió la gobernación de Ainos y las ciudades a lo largo del Helesponto.
A finales de 1355, aprovechando la reanudación de la guerra civil bizantina y la muerte del emperador (zar) Esteban Uroš IV Dušan de Serbia, que había conquistado Epiro a finales la década de 1340, Nicéforo regresó a Grecia y reunió apoyo. Aprovechando la anarquía causada por la muerte del gobernador serbio de Tesalia, Nicéforo tomó la región en la primavera de 1356, y avanzó hacia Epiro. Expulsó al hermano de Dušan Simeón Uroš (que se había casado con la hermana de Nicéforo Tomasa) de Arta y aseguró su control sobre las ciudades de la región.
La ciudad, sin embargo, había sido invadida por los clanes albaneses y fue efectivamente imposible para controlar. Para fortalecer su posición y evitar una reacción serbia, Nicéforo puso a un lado a su esposa María Cantacucena y se dispuso a casarse con Teodora de Bulgaria, la hermana de la viuda de Dušan, Helena, quien gobernaba Serbia por su hijo. Sin embargo, María era popular y su esposo se vio obligado a recuperarla por la nobleza epirota. Nicéforo también entró en negociaciones con su cuñado Simeón Uroš. Poco después de recuperar a su esposa, Nicéforo fue asesinado en 1359 mientras luchaba contra los albaneses en la Batalla de Aqueloo en Etolia.